# Miloslav Fábera
Miloslav Fábera (15. července 1912, Štěnovice – 27. listopadu 1988, Praha) byl český spisovatel, dramatik a scenárista. V čase tzv. normalizace byl jednou ze tří nejvlivnějších postav československého filmu (spolu s Jiřím Puršem a Ludvíkem Tomanem). Autor scénářů k filmům Atentát, Dny zrady, Sokolovo či Osvobození.

## Život
Jeho otec byl pivovarnický sládek a ruský legionář. Miloslav Fábera maturoval roku 1931 na reálném gymnáziu v Rokycanech. Poté vystudoval práva (s podporou legionářského fondu) na Právnické fakultě Univerzity Karlovy v Praze. Absolvoval roku 1935, titul JUDr. získal v roce 1938. Díky legionářské minulosti svého otce se mu poté podařilo získat úřednické místo v Legiobance. 
Od roku 1939 přispíval do různých periodik, včetně Lidových novin, Tvorby či Národní práce. V roce 1940 vydal svou prvotinu, román Neklidná hranice. Využil v ní i deníkové zápisky svého otce z první světové války. V letech 1947–1970 byl dramaturgem a scenáristou Československého státního filmu, od roku 1948 zde spolu s Václavem Řezáčem vedl jednu z výrobních skupin. Jeho scénář k filmu Uloupená hranice z roku 1947 byl později odhalen jako plagiát románu Vladimíra Pazourka Ústup z hranice.
V letech 1948–1951 byl též vedoucím redaktorem nakladatelství Družstevní práce. Z jeho filmových scénářů té doby vyniká Atentát, zfilmovaný Jiřím Sequensem. Ostatní jeho snímky jsou buď propagandou nejtěžšího kalibru (Přicházejí ze tmy), nebo se snaží kloubit silně ideologický obsah s dobrodružným žánrem (Černý prapor, Smrt na Cukrovém ostrově). V 60. letech napsal své poslední dva romány, rodovou kroniku Stín Bílé skály (1965) a válečný příběh Dnů šest a nocí sedm (1967). Po sovětské okupaci a začátku normalizace se stal členem ÚV KSČ a ředitelem Filmového studia Barrandov, jímž byl až do roku 1977. Napsal scénáře i ke třem velkofilmům té doby, dvoudílným Dnům zrady popisujícím události kolem mnichovské dohody, a volným pokračováním Sokolovo a Osvobození. Trilogii natočil režisér Otakar Vávra. Krom zjevného zkreslení událostí ve prospěch komunistického výkladu dějin ovšem i toto dílo (přesněji dvoudílné Dny zrady) provázelo podezření na plagiát a opět románu Václava Pazourka. Posmrtně se na světlo světa dostaly i jeho erotické povídky, vyšly v roce 1991 v časopise E-sexy pod názvem Povídky pro Pimpinellu.
V roce 1948 podepsal výzvu prokomunistické inteligence Kupředu, zpátky ni krok!, jež byla vydána dne 25. února 1948 na podporu komunistického převratu. V roce 1977 podepsal „Antichartu“. 
Roku 1972 byl jmenován zasloužilým umělcem, roku 1977 obdržel Státní cenu Klementa Gottwalda, v roce 1982 Řád práce. 

## Dílo
Jeho první prózy měly dle Slovníku české literatury po roce 1945 „smysl pro evokaci exotického prostředí, lyrickou expresivitu a psychologickou, existenciálně laděnou kresbu postav“. Měl zvláštní slabost pro Asii a její dějiny, což se projevilo v jeho prózách O skrytém mudrci a Sedm mongolských koní, jehož hrdinové jsou vojevůdci Čingischánovy armády. Jeho pozdní prózy ze 60. let slovník hodnotí jako schematické, zejména v případě románu Stín bílé skály, který pojednává o osidlování pohraničí po roce 1945.